# Eucyclops lilljeborgi
Eucyclops lilljeborgi is een eenoogkreeftjessoort uit de familie van de Cyclopidae. De wetenschappelijke naam van de soort werd in 1918 voor het eerst geldig gepubliceerd door Georg Ossian Sars.